# Tình yêu và trói buộc
Tình yêu và trói buộc (tên gốc tiếng Hàn: 모럴센스, còn được biết đến với tên tiếng Anh: Love and Leashes) là phim điện ảnh hài lãng mạn năm 2022 của Hàn Quốc, dựa trên webtoon Moral Sense của Gyeoul. Bộ phim do Park Hyun-jin đạo diễn, với sự tham gia diễn xuất của Lee Jun-young, Seohyun và Seo Hyun-woo. Nội dung phim kể về mối tình lãng mạn giữa Ji-hoo – chàng trai hoàn hảo có sở thích BDSM thầm kín – và Ji-woo – một nữ nhân viên quan hệ công chúng bỗng dưng phát hiện ra bí mật của người đồng nghiệp. Tình yêu và trói buộc được phát hành trên Netflix từ ngày 11 tháng 2 năm 2022, gần với ngày Valentine.

## Nội dung
Jung Ji-woo là nhân viên đang làm việc tại một tập đoàn lớn. Cô có tình cảm với nam đồng nghiệp mới chuyển tới tên là Jung Ji-hoo, tuy nhiên cô giấu kín tình cảm này. Một ngày nọ, Jung Ji-woo nhận được một bưu kiện; gói hàng này thực chất là của Jung Ji-hoo, tuy nhiên việc vận chuyển đã bị nhầm lẫn vì tên gọi của họ quá giống nhau. Khi Jung Ji-woo mở gói hàng, cô rất bất ngờ khi nhìn thấy một sợi dây xích bên trong hộp và phát hiện sở thích phục tùng của Jung Ji-hoo. Trong khi Ji-hoo lo lắng rằng Ji Woo sẽ đánh giá anh và điều này có thể ảnh hưởng đến danh tiếng của anh trong công ty, đặc biệt là khi họ cùng làm việc trong bộ phận truyền thông, thì Ji-woo lại không nghĩ Ji-hoo là một kẻ hư hỏng. Cả hai bắt đầu ba tháng hợp đồng, trong đó Ji-woo trở thành "chủ nhân" của Ji-hoo.

## Diễn viên
- Seohyun vai Jung Ji-woo[3]
- Lee Jun-young vai Jung Ji-hoo[4]

- Lee El vai Hye Mi
- Seo Hyun-woo vai Trưởng nhóm Hwang
- Kim Han-na vai Yuna
- Lee Suk-hyeong vai Woo Hyuk[5]
- Kim Bo-ra vai Hana[6]
- Baek Hyun-joo vai Mẹ của Jung Ji-woo[7]
- Ahn Seung-gyun vai Lee Han

## Sản xuất
Tháng 2 năm 2021, tại chương trình See What's Next Korea 2021 của Netflix, thông tin về việc sản xuất một bộ phim lãng mạn có tựa đề là Moral Sense được tiết lộ. Ngày 21 tháng 3 năm 2021, Netflix xác nhận thông qua một thông cáo báo chí rằng hãng sẽ chịu trách nhiệm phân phối một bộ phim gốc Hàn Quốc lấy tựa đề Moral Sense, được chuyển thể dựa trên webtoon cùng tên. Bộ phim lãng mạn này sẽ do Park Hyun-jin đạo diễn, với Seohyun và Lee Jun-young đảm nhiệm hai vai chính. Ngày 19 tháng 4 năm 2021, Seohyun đăng những bức ảnh từ địa điểm ghi hình, tiết lộ rằng quá trình quay phim đang được tiến hành.

## Đón nhận
Trên hệ thống tổng hợp kết quả đánh giá Rotten Tomatoes, phim nhận được 80% lượng đồng thuận dựa theo 5 bài đánh giá, với điểm trung bình là 6,2/10. Kim Junmo trong bài bình luận cho OhmyNews đã nhận định bộ phim mang thông điệp và đặc điểm của một phim điện ảnh hài lãng mạn. Kim viết, "vì đây là câu chuyện về thị hiếu thiểu số của BDSM, sự khác biệt giữa thích và không thích chính là hạn chế của bộ phim này." Kim giải thích, "rào cản gia nhập cao. Trên hết, những phân cảnh có các hoạt động BDSM là cốt lõi của sự đồng cảm giữa hai nhân vật chính, nhưng lại rất khó để đem lại cảm giác khoái lạc, xúc động và phấn khích."
Kate Sánchez đánh giá bộ phim với 8,5 trên 10 và viết: "Tình yêu và trói buộc thật ngọt ngào và gợi cảm. Đây là một cái nhìn lành mạnh về ranh giới và tình yêu trong khi cũng dành một phần thời lượng để giải đáp những khúc mắc mà không hề coi đó là một chủ đề nguy hiểm hoặc bất thường". Ricardo Gallegos của La Estatuilla thì khen ngợi phần diễn xuất của Seohyun cũng như phần chỉ đạo đạo diễn: "Park Hyun-jin đã làm rất tốt trong việc đan các sợi dây của câu chuyện lại với nhau cũng như thêm thắt một chút dí dỏm đáng trân trọng vào sự phát triển của cốt chuyện." James Marsh của South China Morning Post thì đánh giá bộ phim 3 trên 5 sao và khen ngợi diễn xuất của cặp đôi chính: "Seohyun và Lee Jun-young mang đến những màn trình diễn ngọt ngào và hoàn hảo". Marsh cho rằng bộ phim đã đưa nhiều "nỗ lực để bình thường hóa BDSM và xóa bỏ những kỳ thị về nó", đồng thời trở thành "một chuyện tình công sở lãng mạn ngọt ngào và đầy ý nghĩa".